# Золотой глобус (премия, 1966)
23-я церемония вручения наград премии «Золотой глобус»

28 февраля 1966 года
Лучший фильм (драма): 

«Доктор Живаго»
Лучший фильм (комедия или мюзикл): 

«Звуки музыки»
Лучшое ТВ-шоу: 

«Агенты А.Н.К.Л.»
< 22-я Церемонии вручения 24-я >
23-я церемония вручения наград премии «Золотой глобус» за заслуги в области кинематографа и телевидения за 1965 год состоялась 28 февраля 1966 года в Cocoanut Grove, Ambassador Hotel (Лос-Анджелес, Калифорния, США). Номинанты были объявлены 5 января 1966.
Экранизация романа Бориса Пастернака — драма «Доктор Живаго» собрала пять наград (из шести номинаций), включая основные призы: за лучший драматический фильм, лучшую режиссуру (Дэвид Лин), лучший сценарий (Роберт Болт) и лучшую игру актёра в драматическом фильме (Омар Шариф).

## Список лауреатов и номинантов
• Победители выделены отдельным цветом. 

### Игровое кино
| Категории                                    | Лауреаты и номинанты                                                                     | Лауреаты и номинанты                                                                  |
| -------------------------------------------- | ---------------------------------------------------------------------------------------- | ------------------------------------------------------------------------------------- |
| Лучший фильм (драма)                         | • Доктор Живаго / Doctor Zhivago                                                         | • Доктор Живаго / Doctor Zhivago                                                      |
| Лучший фильм (драма)                         | • Коллекционер / The Collector                                                           |                                                                                       |
| Лучший фильм (драма)                         | • Полёт Феникса / The Flight of the Phoenix                                              |                                                                                       |
| Лучший фильм (драма)                         | • Клочок синевы / A Patch of Blue                                                        |                                                                                       |
| Лучший фильм (драма)                         | • Корабль дураков / Ship of Fools                                                        |                                                                                       |
| Лучший фильм (комедия или мюзикл)            | • Звуки музыки / The Sound of Music                                                      | • Звуки музыки / The Sound of Music                                                   |
| Лучший фильм (комедия или мюзикл)            | • Тысяча клоунов / A Thousand Clowns                                                     |                                                                                       |
| Лучший фильм (комедия или мюзикл)            | • Кэт Баллу / Cat Ballou                                                                 |                                                                                       |
| Лучший фильм (комедия или мюзикл)            | • Большие гонки / The Great Race                                                         |                                                                                       |
| Лучший фильм (комедия или мюзикл)            | • Воздушные приключения / Those Magnificent Men in their Flying Machines                 |                                                                                       |
| Лучший режиссёр                              |                                                                                          | • Дэвид Лин за фильм «Доктор Живаго»                                                  |
| Лучший режиссёр                              | • Гай Грин — «Клочок синевы»                                                             |                                                                                       |
| Лучший режиссёр                              | • Джон Шлезингер — «Дорогая»                                                             |                                                                                       |
| Лучший режиссёр                              | • Роберт Уайз — «Звуки музыки»                                                           |                                                                                       |
| Лучший режиссёр                              | • Уильям Уайлер — «Коллекционер»                                                         |                                                                                       |
| Лучший актёр (драма)                         |                                                                                          | • Омар Шариф — «Доктор Живаго» (за роль Юрия Андреевича Живаго)                       |
| Лучший актёр (драма)                         | • Рекс Харрисон — «Муки и радости» (англ.) (за роль папы Юлия II)                        |                                                                                       |
| Лучший актёр (драма)                         | • Сидни Пуатье — «Клочок синевы» (за роль Гордона Ральфа)                                |                                                                                       |
| Лучший актёр (драма)                         | • Род Стайгер — «Ростовщик» (за роль Сола Назермана)                                     |                                                                                       |
| Лучший актёр (драма)                         | • Оскар Вернер — «Корабль дураков» (за роль доктора Вилли Шуманна)                       |                                                                                       |
| Лучшая актриса (драма)                       |                                                                                          | • Саманта Эггар — «Коллекционер» (за роль Миранды Грей)                               |
| Лучшая актриса (драма)                       | • Джули Кристи — «Дорогая» (за роль Дианы Скотт)                                         |                                                                                       |
| Лучшая актриса (драма)                       | • Элизабет Хартман — «Клочок синевы» (за роль Селины Д’Арси)                             |                                                                                       |
| Лучшая актриса (драма)                       | • Симона Синьоре — «Корабль дураков» (за роль графини Ла Кондеса)                        |                                                                                       |
| Лучшая актриса (драма)                       | • Мэгги Смит — «Отелло» (англ.) (за роль Дездемоны)                                      |                                                                                       |
| Лучший актёр в комедии или мюзикле           | Ли Марвин                                                                                | • Ли Марвин — «Кэт Баллу» (за двойную роль Кида Шиллина и Тима Строна)                |
| Лучший актёр в комедии или мюзикле           | Ли Марвин                                                                                | • Джек Леммон — «Большие гонки» (за роль профессора Фэйта / принца Фредерика Хапника) |
| Лучший актёр в комедии или мюзикле           | Ли Марвин                                                                                | • Джерри Льюис — «Боинг-Боинг» (англ.) (за роль Роберта Рида)                         |
| Лучший актёр в комедии или мюзикле           | Ли Марвин                                                                                | • Джейсон Робардс — «Тысяча клоунов» (за роль Мюррея Бёрнса)                          |
| Лучший актёр в комедии или мюзикле           | Ли Марвин                                                                                | • Альберто Сорди — «Воздушные приключения» (за роль графа Эмилио Понтичелли)          |
| Лучшая актриса в комедии или мюзикле         |                                                                                          | • Джули Эндрюс — «Звуки музыки» (за роль Марии)                                       |
| Лучшая актриса в комедии или мюзикле         | • Джейн Фонда — «Кэт Баллу» (за роль Кэтрин «Кэт» Баллу)                                 |                                                                                       |
| Лучшая актриса в комедии или мюзикле         | • Барбара Харрис — «Тысяча клоунов» (за роль Сандры Марковиц)                            |                                                                                       |
| Лучшая актриса в комедии или мюзикле         | • Рита Ташингем — «Сноровка... и как её приобрести» (за роль Нэнси Джонс)                |                                                                                       |
| Лучшая актриса в комедии или мюзикле         | • Натали Вуд — «Внутренний мир Дэйзи Кловер» (за роль Дэйзи Кловер)                      |                                                                                       |
| Лучший актёр второго плана                   |                                                                                          | • Оскар Вернер — «Шпион, пришедший с холода» (за роль Фидлера)                        |
| Лучший актёр второго плана                   | • Рэд Баттонс — «Харлоу» (за роль Артура Ландау)                                         |                                                                                       |
| Лучший актёр второго плана                   | • Фрэнк Финлей — «Отелло» (за роль Яго)                                                  |                                                                                       |
| Лучший актёр второго плана                   | • Телли Савалас — «Битва в Арденнах» (англ.) (за роль сержанта Гаффи)                    |                                                                                       |
| Лучший актёр второго плана                   | • Харди Крюгер — «Полёт Феникса» (за роль Генриха Дорфманна) (отказ от номинации)        |                                                                                       |
| Лучшая актриса второго плана                 |                                                                                          | • Рут Гордон — «Внутренний мир Дэйзи Кловер» (за роль миссис Кловер)                  |
| Лучшая актриса второго плана                 | • Джоан Блонделл — «Цинциннати Кид» (за роль Леди Финджерс)                              |                                                                                       |
| Лучшая актриса второго плана                 | • Джойс Редман — «Отелло» (за роль Эмилии)                                               |                                                                                       |
| Лучшая актриса второго плана                 | • Телма Риттер — «Боинг-Боинг» (за роль Берты)                                           |                                                                                       |
| Лучшая актриса второго плана                 | • Пегги Вуд — «Звуки музыки» (за роль настоятельницы монастыря)                          |                                                                                       |
| Самый многообещающий дебютант среди мужчин   |                                                                                          | • Роберт Редфорд — «Внутренний мир Дэйзи Кловер»                                      |
| Самый многообещающий дебютант среди мужчин   | • Джеймс Каан — «Славные парни» (англ.)                                                  |                                                                                       |
| Самый многообещающий дебютант среди мужчин   | • Джеймс Фокс — «Воздушные приключения»                                                  |                                                                                       |
| Самый многообещающий дебютант среди мужчин   | • Том Нардини — «Кэт Баллу»                                                              |                                                                                       |
| Самый многообещающий дебютант среди мужчин   | • Ян Баннен — «Полёт Феникса»                                                            |                                                                                       |
| Самый многообещающий дебютант среди женщин   |                                                                                          | • Элизабет Хартман — «Клочок синевы»                                                  |
| Самый многообещающий дебютант среди женщин   | • Донна Баттерворф — «Семейные ценности» (англ.)                                         |                                                                                       |
| Самый многообещающий дебютант среди женщин   | • Джеральдина Чаплин — «Доктор Живаго»                                                   |                                                                                       |
| Самый многообещающий дебютант среди женщин   | • Розмари Форсайт — «Шенандоа»                                                           |                                                                                       |
| Самый многообещающий дебютант среди женщин   | • Мойра Макгивни — «Беспокойный свидетель» (англ.)                                       |                                                                                       |
| Лучший сценарий                              | • Роберт Болт — «Доктор Живаго»                                                          | • Роберт Болт — «Доктор Живаго»                                                       |
| Лучший сценарий                              | • Филип Данн — «Муки и радости»                                                          |                                                                                       |
| Лучший сценарий                              | • Джон Кон, Стэнли Манн — «Коллекционер»                                                 |                                                                                       |
| Лучший сценарий                              | • Гай Грин — «Клочок синевы»                                                             |                                                                                       |
| Лучший сценарий                              | • Стёрлинг Силлифант — «Тонкая нить» (англ.)                                             |                                                                                       |
| Лучшая музыка к фильму                       | • Морис Жарр за музыку к фильму «Доктор Живаго»                                          | • Морис Жарр за музыку к фильму «Доктор Живаго»                                       |
| Лучшая музыка к фильму                       | • Бенжамин Франкель — «Битва в Арденнах»                                                 |                                                                                       |
| Лучшая музыка к фильму                       | • Генри Манчини — «Большие гонки»                                                        |                                                                                       |
| Лучшая музыка к фильму                       | • Джонни Мэндел — «Кулик» (англ.)                                                        |                                                                                       |
| Лучшая музыка к фильму                       | • Риц Ортолани — «Жёлтый роллс-ройс» (англ.)                                             |                                                                                       |
| Лучшая песня                                 | • Forget Domani — «Жёлтый роллс-ройс» — музыка: Риц Ортолани, слова: Норман Ньюэлл       | • Forget Domani — «Жёлтый роллс-ройс» — музыка: Риц Ортолани, слова: Норман Ньюэлл    |
| Лучшая песня                                 | • The Ballad of Cat Ballou — «Кэт Баллу» — музыка: Джерри Ливингстон, слова: Мак Дэвид   |                                                                                       |
| Лучшая песня                                 | • The Shadow of Your Smile — «Кулик» — музыка: Джонни Мэндел, слова: Пол Фрэнсис Уэбстер |                                                                                       |
| Лучшая песня                                 | • The Sweetheart Tree — «Большие гонки» — музыка: Генри Манчини, слова: Джонни Мёрсер    |                                                                                       |
| Лучшая песня                                 | • That Funny Feeling — «Это забавное чувство» (англ.) — музыка и слова: Бобби Дарин      |                                                                                       |
| Лучший иностранный фильм                     | • Джульетта и духи / Giulietta degli spiriti (Италия)                                    | • Джульетта и духи / Giulietta degli spiriti (Италия)                                 |
| Лучший иностранный фильм                     | • Карусель / La Ronde (Франция)                                                          |                                                                                       |
| Лучший иностранный фильм                     | • Шербурские зонтики / Les Parapluies de Cherbourg (Франция)                             |                                                                                       |
| Лучший иностранный фильм                     | • Красная борода / 赤ひげ (Япония)                                                       |                                                                                       |
| Лучший иностранный фильм                     | • Гордые сыны Тараумары / Tarahumara (Cada vez más lejos) (Мексика)                      |                                                                                       |
| Лучший иностранный фильм на английском языке | • Дорогая / Darling (Великобритания)                                                     | • Дорогая / Darling (Великобритания)                                                  |
| Лучший иностранный фильм на английском языке | • Сноровка... и как её приобрести / The Knack ...and How to Get It (Великобритания)      |                                                                                       |
| Лучший иностранный фильм на английском языке | • Кожаные парни / The Leather Boys (Великобритания)                                      |                                                                                       |
| Лучший иностранный фильм на английском языке | • Тридцать один градус в тени / 90 Degrees in the Shade (Чехословакия, Великобритания)   |                                                                                       |
| Лучший иностранный фильм на английском языке | • Отелло / Othello (Великобритания)                                                      |                                                                                       |

### Телевизионные награды
| Категории            | Лауреаты и номинанты                                                       | Лауреаты и номинанты                        |
| -------------------- | -------------------------------------------------------------------------- | ------------------------------------------- |
| Лучшое ТВ-шоу        | • Агенты А.Н.К.Л. / The Man from U.N.C.L.E.                                | • Агенты А.Н.К.Л. / The Man from U.N.C.L.E. |
| Лучшое ТВ-шоу        | • Фрэнк Синатра: Человек и его музыка / Frank Sinatra: A Man and His Music |                                             |
| Лучшое ТВ-шоу        | • Напряги извилины / Get Smart                                             |                                             |
| Лучшое ТВ-шоу        | • Я — шпион / I Spy                                                        |                                             |
| Лучшое ТВ-шоу        | • Моё имя Барбра / My Name Is Barbra                                       |                                             |
| Лучший актёр на ТВ   |                                                                            | • Дэвид Джэнссен — «Беглец»                 |
| Лучший актёр на ТВ   | • Дон Адамс — «Напряги извилины»                                           |                                             |
| Лучший актёр на ТВ   | • Бен Газзара — «Бежать от твоей жизни» (англ.)                            |                                             |
| Лучший актёр на ТВ   | • Дэвид Маккаллум — «Агенты А.Н.К.Л.»                                      |                                             |
| Лучший актёр на ТВ   | • Роберт Вон — «Агенты А.Н.К.Л.»                                           |                                             |
| Лучшая актриса на ТВ |                                                                            | • Энн Фрэнсис — «Хани Вест» (англ.)         |
| Лучшая актриса на ТВ | • Патти Дьюк — «Шоу Пэтти Дьюк» (англ.)                                    |                                             |
| Лучшая актриса на ТВ | • Миа Фэрроу — «Пейтон-Плейс»                                              |                                             |
| Лучшая актриса на ТВ | • Дороти Мэлоун — «Пейтон-Плейс»                                           |                                             |
| Лучшая актриса на ТВ | • Барбара Стэнвик — «Большая долина»                                       |                                             |

### Специальные награды
| Награда                                                     | Лауреаты и номинанты | Лауреаты и номинанты | Лауреаты и номинанты | Лауреаты и номинанты | Лауреаты и номинанты  |
| ----------------------------------------------------------- | -------------------- | -------------------- | -------------------- | -------------------- | --------------------- |
| Премия Сесиля Б. Де Милля (Награда за вклад в кинематограф) | - Джон Уэйн          | - Джон Уэйн          | - Джон Уэйн          | - Джон Уэйн          | - Джон Уэйн           |
| Премия Генриетты Henrietta Award (World Film Favorites)     | - Пол Ньюман         | - Шон Коннери        | - Рекс Харрисон      | - Рок Хадсон         | - Марчелло Мастроянни |
| Премия Генриетты Henrietta Award (World Film Favorites)     | - Натали Вуд         | - Элизабет Тейлор    | - Урсула Андресс     | - Дорис Дэй          | - Софи Лорен          |